# 베르그만의 법칙
베르그만의 법칙(Bergmann's Rule)은 항온동물의 온도 적응에 대한 법칙으로 19세기 독일의 동물학자인 카를 베르그만(Carl Bergmann)이 1847년에 주창했다. 베르그만의 법칙에 의하면 동종 혹은 가까운 종 사이에서는 일반적으로 추운 지방에 사는 동물일 수록 체구의 크기가 커지는 경향이 있다. 추운 한랭 기온에 거주하는 항온 동물들은 열 손실을 최소화 하고 열을 가두기 위해 몸집 체구 자체를 키우는 경향이 있고, 근육(골격근)의 세포 수를 증가 시키고 골격 자체를 크고, 길고, 굵직하게 만들어 표면적과 부피를 키워 열 손실을 줄이는 원리라고 한다. 이는 추운 지방에 사는 동물은 물질대사로 발생한 열의 발산량을 줄이기 위해 몸의 부피를 늘려 몸의 부피에 대한 체표면적 비율을 낮추기 때문에 일어나는 현상이다.
해당 법칙은 2015 개정 교육과정 기준으로 고2 생물시간에 배운다고 한다.

## 설명
우선 차이를 보자면 북방계와 남방계로 구분되는데 주로 같은 과에 같은 종인 동물이어도 북방계 동물들이 남방계 대비 압도적으로 덩치가 크다고 한다. 실제로 아무르(이하 시베리아) 호랑이와 수마트라 호랑이의 골격 및 근육 차이를 보면 한 눈에 알 수 있다. 수컷 기준 시베리아 호랑이는 몸 길이가 최대 3.9m인 반면, 수마트라 호랑이는 몰 길이가 최대 2.55m이다.
참고로 아무르 호랑이는 북방계 지역 중 하나인 시베리아에 위치 해있는데 아무르강에 있다고 하여 그 이름이 붙혀졌다. 우선 비교를 해보면 북방계 호랑이의 덩치가 압도적으로 크고 두꺼운 것이 보인다. 반면 남방계 호랑이의 경우 덩치는 상대적으로 북방계 대비 왜소하다.
해당 법칙은 모든 항온동물들에게 성립 되므로 '인간'도 해당 법칙이 적용되는 동물 중 하나라는 것이므로 인간에게 적용되는 대표적인 사례가 바로 가까운 동양인 중 북아시아에서 서식하는 민족인 북아시아인들이다. 북아시아인들 중 대표적으로 몽골이 북아시아에 속한다.

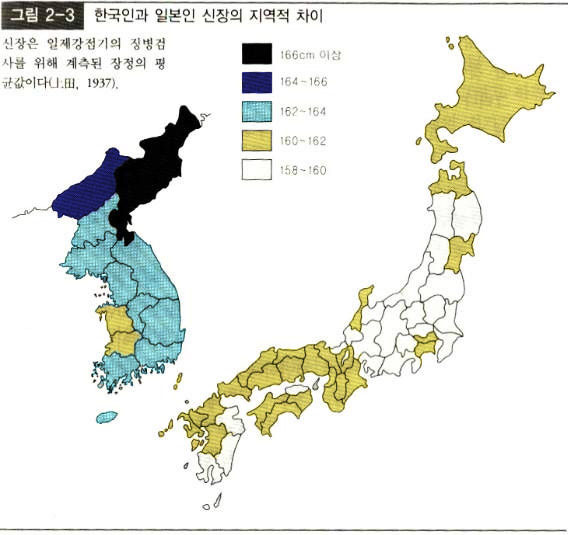

현대 몽골인의 평균 키는 우리나라 보다 작지만, 실제로 일제 강점기 때 과거 우리나라 북부 지역과 몽골의 평균 키 및 골격이 아시아에서 제일 컸다고 한다. 현재는 몽골의 경우 영양 상태가 상대적으로 저조하고 특히 북한의 경우 세계에서 꼴찌로 영양상태가 심각한 만큼 키도 그만큼 작다.
다만 북한을 제외한 몽골과 한국의 경우 키를 제외한 일부 유전적 요인 비중이 큰 골격들(쇄골, 뼈 굵기, 긴 뼈 등)의 비율 또는 길이 및 크기가 타 동양인 대비 우위를 점하고 있고 또 과거 일제 강점기 때 한반도 북부 지역과 몽골의 평균 키는 166cm였다고 하는데 참고로 그 당시 키가 가장 최저로 작았던 전라도 지역의 평균 키는 162.5cm였다고 한다. 현재 한국의 평균 키가 174.5cm이라는 것을 감안하면 북한의 영양 상태가 최상이었을 경우, 한반도 북부 지역의 평균 키는 178cm인 것이다. 참고로 평균 키가 178cm이면 스페인과 핀란드와 같다. 즉 한국은 유럽의 골격과 체격과 맞먹을 정도로 우월 했을 것이다. 실제로 한국이 동아시아 지역 중에서 가장 평균 키가 큰 것을 알 수 있다.
한국인의 평균 키가 다른 동아시아인들 대비 큰 이유는 북아시아인의 유전자 때문이라고 한다. 왜냐하면 한민족의 계통 중에서 '퉁구스 족'이 있는데 해당 종족들의 과거 일제 강점기 당시 평균 키가 166cm였기 때문이다. 그들이 추운 북방 기후에서 그나마 상대적으로 북방계 대비 더운 한반도 지역으로 내려와 거주해서 한국인의 평균 키가 크다고 한다.
몽골 같은 경우는 동양인들 중에서도 제일 북방계 지역에 거주하는 순수 북아시아 혈통 계의 민족이다. 참고로 북아시아에 거주한 민족들은 흔히 지칭하는 '동양인'의 근원점이며 '단두형'이라는 개념이 시작 된 곳이다.
알렌의 법칙의 경우 이와 반대로 열대 지역에 거주하는 항온 동물일 때 열 방출과 열 손실을 극대화 하기 위해 팔, 다리를 길게 만들고 체구를 좁게 만든다.

## 같이 보기
- 알렌의 법칙
- 글로거의 법칙